# ’Cause I Love You
’Cause I Love You (jap. すき。だからすき, Suki. Dakara Suki, dt. etwa „weil ich dich liebe“) ist eine Manga-Serie des japanischen Zeichnerteams Clamp aus dem Jahr 1999. Hauptzeichnerin des Mangas war Tsubaki Nekoi.
Der Manga, der eine Liebesgeschichte zwischen einer Schülerin und ihrem Lehrer erzählt, richtet sich an Mädchen und lässt sich deshalb dem Shōjo-Genre zuordnen.

## Handlung
Das 16-jährige Mädchen Hinata Asahi (旭ひなた) lebt allein in einer großen Villa, da ihr Vater ständig auf Geschäftsreise ist. Dennoch ist sie nicht allein, denn sie weiß mit Emi und Toko zwei gute Freundinnen an ihrer Seite. Als Shirō Asō (麻生史郎) in ihr Nachbarhaus zieht, findet sie den jungen Mann auf Anhieb sympathisch. Wie sich herausstellt, ist Shirō der neue Vertretungslehrer, der Hinata und ihre Klasse bis auf Weiteres unterrichten wird. Von nun an verbringen die beiden oft Zeit miteinander, sie gehen gemeinsam zur Schule und essen zusammen. Die naive Hinata verliebt sich in den jungen Mann, doch ihre Freundinnen sind misstrauisch.
Bald stellt Shirō Hinata einen Bekannten vor, den Schriftsteller Tomoaki Namiya (奈宮智秋), Autor von Kinderbüchern und pornografischen Romanen. Er schrieb auch Hinatas Lieblings-Kinderbuchreihe. Schließlich stellt sich heraus, dass Shirō als Bodyguard von Hinatas Vater engagiert wurde, damit er sie beschütze. Auch kann er ihre Gefühle nicht erwidern, er ist bereits zuvor von der Liebe zu einer Kundin enttäuscht worden.

## Stil
Im Gegensatz zu anderen Werken der Gruppe Clamp wird in Cause I Love You nicht von detailreichen Hintergründen Gebrauch gemacht, der Stil ist einfach und klar. Dies ist darauf zurückzuführen, dass die Tsubaki Nekoi die Zeichnungen übernommen hat.

## Veröffentlichungen
Der Manga erschien in Japan von 1999 bis 2000 in Einzelkapiteln im monatlich veröffentlichten Manga-Magazin Asuka Mystery DX. Der Kadokawa-Shoten-Verlag brachte diese Einzelkapitel auch in drei Sammelbänden heraus.
Egmont Manga und Anime verlegte die drei Bände von ’Cause I Love You von Juli 2004 bis Januar 2005 in deutscher Übersetzung. Als Suki: A Like Story ist der Manga ins Englische, als Me gusta porque me gusta ins Spanische und als J’aime ce que j’aime ins Französische übersetzt worden.

## Rezeption
Laut splashcomics.de ist Cause I Love You eine "süße Kurzgeschichte" in "frischem Look", für Fans der Zeichnergruppe Clamp daher aber gewöhnungsbedürftig. Dennoch sei der Manga ein "unterhaltsamer Lesespaß", besonders durch die Streitereien zwischen den drei Freundinnen und dem kindischen Verhalten Hinatas.